# 中川村 (秋田県河辺郡)
中川村（なかがわむら）は秋田県河辺郡にあった村。現在の秋田市南部、雄和地区中部、雄物川両岸にあたる。

## 地理
- 山：前山
- 河川：雄物川

## 歴史
- 1889年（明治22年）4月1日 - 町村制の施行により、種沢村、平尾鳥村、左手子村、相川村、女米木村、戸賀沢村の区域をもって発足。
- 1895年（明治28年）11月20日 - 雄物川右岸（種沢・平尾鳥・左手子）に種平村、同左岸（相川・女米木・戸賀沢）に戸米川村がそれぞれ発足。同日中川村廃止。

## 著名出身者
- 石井露月 (俳人)